# Società Podistica Lazio 1901
Questa voce raccoglie le informazioni riguardanti la Società Podistica Lazio nelle competizioni ufficiali della stagione 1901.

## Stagione
Bruto Seghettini, italiano di nascita ma naturalizzato francese, fu colui che, nel gennaio 1901, fece conoscere il gioco del calcio alla Lazio diventandone poi socio. Poco dopo la sua visita, i laziali si recarono alla sede del Veloce Club Podistico, organizzatore del torneo di calcio dei Ludi Sportivi, allo scopo di ottenere ulteriori informazioni e magari iscriversi. Degli incontri non si conoscono i risultati. Probabilmente li vinse la Lazio nell'ambito dei tempi regolamentari, ma poi si giocarono ulteriori tempi "supplementari" e la Lazio, forse per fair-play, concesse la vittoria agli avversari.

## Divise
La divisa utilizzata era una maglia bianca con calzoncini neri.
| Manica sinistra · Maglietta · Manica destra · Pantaloncini · Calzettoni |

## Organigramma societario
Area direttiva
- Presidente: Giuseppe Pedercini

Area tecnica
- Allenatore: Bruto Seghettini

## Rosa
| N. |                   | Ruolo | Calciatore          |
| -- | ----------------- | ----- | ------------------- |
|    | Italia (bandiera) | P     | Arturo Balestrieri  |
|    | Italia (bandiera) | D     | Carlo Grassi        |
|    | Italia (bandiera) | D     | Alceste Grifoni     |
|    | Italia (bandiera) | C     | Olindo Bitetti      |
|    | Italia (bandiera) | C     | Giuseppe D'Amico    |
|    | Italia (bandiera) | C     | Fernando Pellegrini |

| N. |                   | Ruolo | Calciatore      |
| -- | ----------------- | ----- | --------------- |
|    | Italia (bandiera) | A     | Sante Ancherani |
|    | Italia (bandiera) | A     | Angelo Golini   |
|    | Italia (bandiera) | A     | Tito Masini     |
|    | Italia (bandiera) | A     | Romolo Pollina  |
|    | Italia (bandiera) | A     | Augusto Ricci   |

## Calciomercato
| Acquisti | Acquisti | Acquisti | Acquisti |
| R.       | Nome     | da       | Modalità |
| -------- | -------- | -------- | -------- |

| Cessioni | Cessioni | Cessioni | Cessioni |
| R.       | Nome     | a        | Modalità |
| -------- | -------- | -------- | -------- |